# 礐石大桥
礐石大桥位于广东省汕头市区西部，是连接汕头南北市区--濠江区与金平区的跨海公路大桥，为 228国道、 324国道汕头段重要组成部分，也是继汕头海湾大桥之后汕头的第二座跨海大桥。大桥为钢筋混凝土斜拉桥。
礐石大桥全长2.865公里，全桥包括互通立交，引桥匝道、引道总延长米为5976米。1995年4月动工，并于1999年2月12日正式通车。总投资12.5亿元。当时的国务院总理李鹏为大桥题名。大桥北起市区安平路，南接广汕公路，和汕头海湾大桥构成市区过海交通环线。
2020年1月1日起，礐石大桥停止收费。